# День исламского воспитания (Иран)

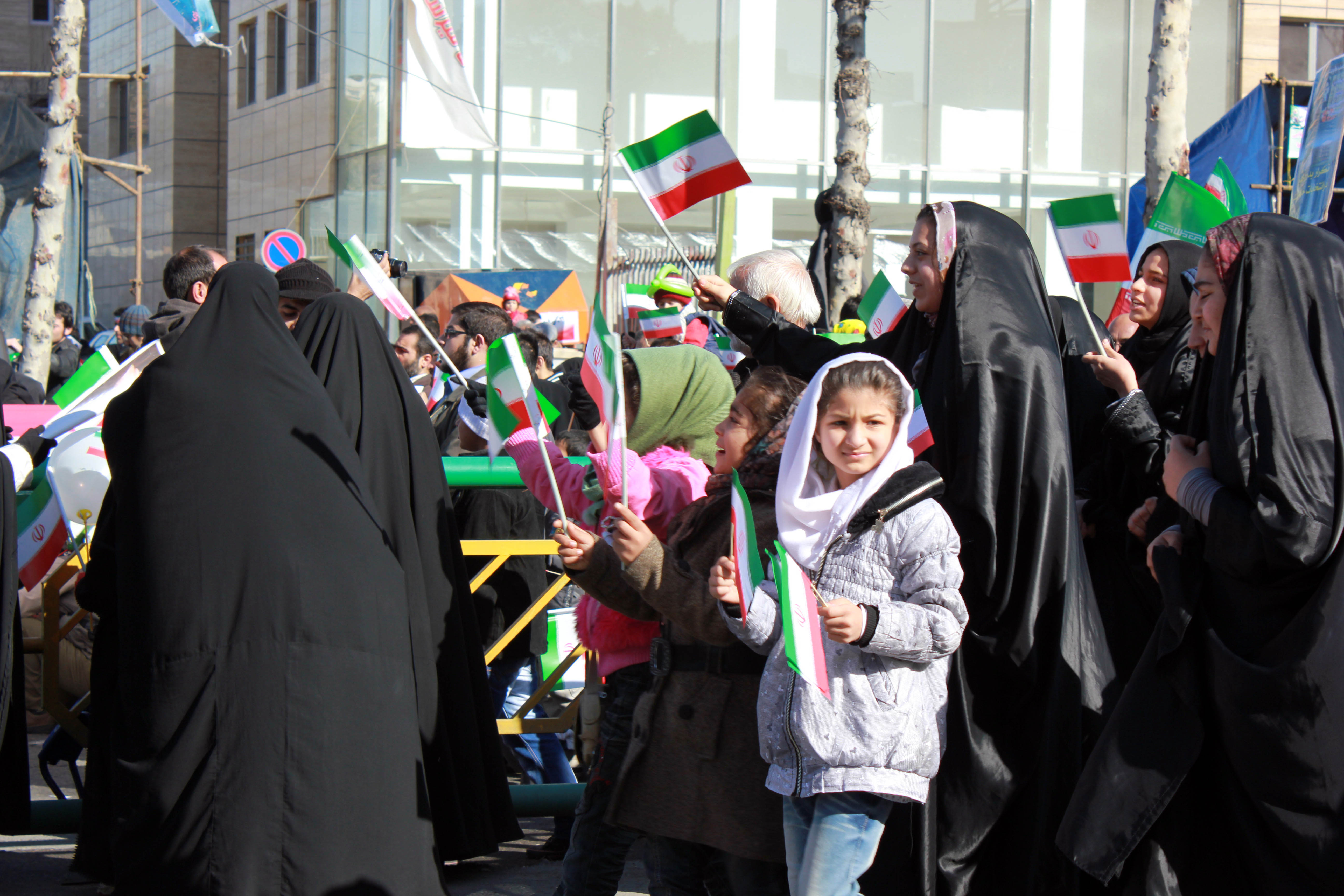

День исламского воспитания (перс. روز تربیت اسلامی‎, Ruze tarbiyate aslami) – дата, отмечаемая в Исламской Республике Иран 8-го числа месяца Эсфанд по официальному календарю страны (27 февраля). Праздник посвящён важности системы исламского образования и воспитания, как для страны, так и для общей государственной системы.

## История
В первые годы после победы Исламской революции с целью развития и углубления ценностей революции и ислама в системе образования страны стали формироваться структуры, занимающиеся вопросами образования и воспитания.
8-го Эсфанда 1359 года (27 февраля 1981 года) погибший президент Ирана Мохаммад Али Раджаи и погибший премьер-министр Мохаммад Джавад Бахонар на территории Министерства образования создали главный офис (что стало датой Дня исламского воспитания), занимавшийся привлечением и стимуляцией студентов и учеников к получению исламских знаний и ценностей. Также данное учреждение отвечало за контроль создания образовательных программ в области распространения и практики основных положений революции и исламских догм. В качестве преподавателей в сфере образования и воспитания Раджаи выбирал в основном «солдат революции» - людей, непосредственно участвовавших в событиях революции и повлиявших на её ход.
Данное учреждение с момента образования и до сегодняшнего дня имеет множество задач и широкий круг обязанностей, а также видит реализацию основных вопросов образования в присутствии официальных внеклассных мероприятий и тренингов в общей программе образования.